# Gräf & Stift SP

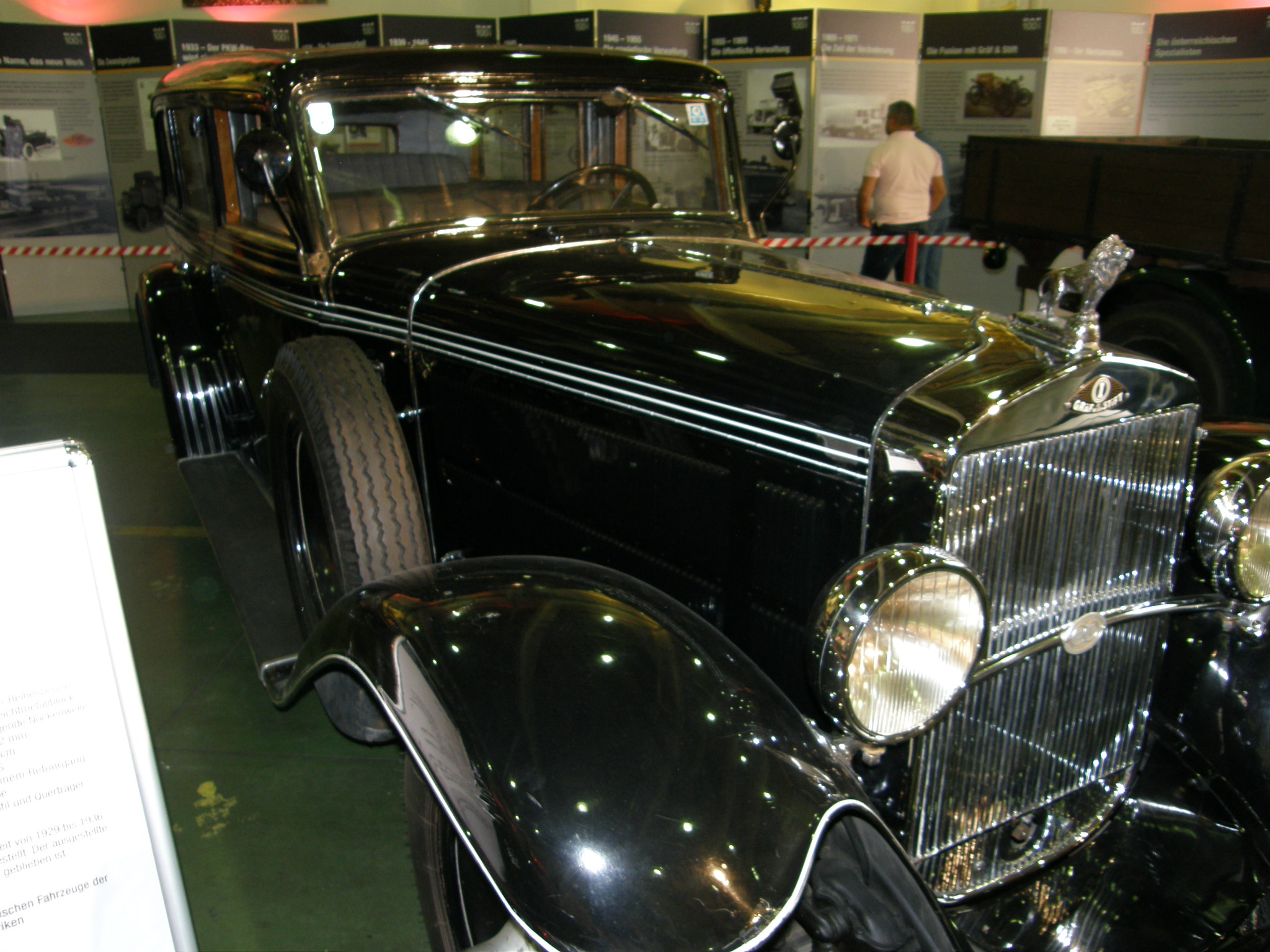
Gräf & Stift SP8 Pullman (2008)

Der Gräf & Stift SP 5 war ein Pkw der Oberklasse, den die Wiener Automobilfirma Gräf & Stift 1924 herausbrachte. Im Unterschied zum Modell SR 3 war der Wagen etwas kleiner und hatte einen 3,9-Liter-Motor mit obenliegender Nockenwelle.

## Modell

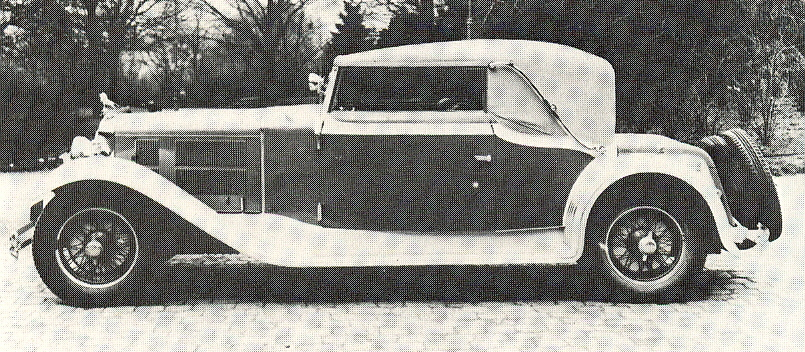
Gräf & Stift SP 5 Sport-Cabriolet (1931)

Der Wagen hatte einen 6-Zylinder-Reihenmotor vorne eingebaut, der über ein 4-Gang-Getriebe die Hinterräder antrieb. Er entwickelte 70 PS (51 kW) bei 2500/min und verhalf dem Wagen zu einer Höchstgeschwindigkeit von 100 km/h. Im Jahr 1934 erschien eine überarbeitete Version, der SP 6. Sein gleich großer Motor leistete 85 PS (62,5 kW) bei 3200/min. und beschleunigte das Fahrzeug bis auf 110 km/h. SP 5 und SP 6 wurden ca. 500 mal gebaut. Ab 1927 wurde auf gleichem Chassis der SP 7 angeboten. Auch er hatte einen 6-Zylinder-Motor mit obenliegender Nockenwelle, dessen Hubraum allerdings mit 7,1 Litern fast das Niveau der 1928 eingestellten SR-Baureihe erreichte, die nicht als 8-Zylinder angeboten wurde. Er entwickelte 120 PS (88 kW) bei 2800/min. und beschleunigte den 2,2 t schweren Wagen auf bis zu 125 km/h. Vom großen SP 7 wurden nur ca. 50 Exemplare gefertigt. Ab 1930 wurden die Motoren mit obenliegender Nockenwelle als 8-Zylinder angeboten. Der SP 8 hatte die 6-Liter-Version mit 125 PS (92 kW) bei 3000/min., die den 2,5-Tonner auf bis zu 120 km/h beschleunigte. Vom SP8 wurden nur 30 Stück erzeugt. Dieses Modell wurde 1937 als überarbeiteter SP 9 vorgestellt, der sogar eine Höchstgeschwindigkeit von 130 km/h erreichte. Als die Produktion der großen 8-Zylinder 1938 eingestellt wurde, waren ca. 400 Wagen entstanden.

## Technische Daten
| Typ                   | SP 5                           | SP 6                           | SP 7                           | SP 8                           | SP 9                           |
| --------------------- | ------------------------------ | ------------------------------ | ------------------------------ | ------------------------------ | ------------------------------ |
| Bauzeitraum           | 1924–1933                      | 1934–1935                      | 1927–1929                      | 1930–1936                      | 1937–1938                      |
| Motor                 | 6 Zyl. Reihe 4 Takt            | 6 Zyl. Reihe 4 Takt            | 6 Zyl. Reihe 4 Takt            | 8 Zyl. Reihe 4 Takt            | 8 Zyl. Reihe 4 Takt            |
| Ventile               | obenliegende Nockenwelle (ohc) | obenliegende Nockenwelle (ohc) | obenliegende Nockenwelle (ohc) | obenliegende Nockenwelle (ohc) | obenliegende Nockenwelle (ohc) |
| Bohrung × Hub         | 80 mm × 130 mm                 | 80 mm × 130 mm                 | 100 mm × 150 mm                | 85 mm × 132 mm                 | 85 mm × 132 mm                 |
| Hubraum               | 3920 cm³                       | 3920 cm³                       | 7070 cm³                       | 5923 cm³                       | 5923 cm³                       |
| Leistung (PS)         | 70                             | 85                             | 120                            | 125                            | 125                            |
| Leistung (kW)         | 51                             | 62,5                           | 88                             | 92                             | 92                             |
| Verbrauch             | 20 l / 100 km                  | 22 l / 100 km                  | 24 l / 100 km                  | 25 l / 100 km                  | 25 l / 100 km                  |
| Höchstgeschwindigkeit | 100 km/h                       | 110 km/h                       | 125 km/h                       | 120 km/h                       | 130 km/h                       |
| Leergewicht           | 2150 kg                        | 2150 kg                        | 2200 kg                        | 2500 kg                        | 2500 kg                        |
| Radstand              | 3660 mm                        | 3660 mm                        | 3660 mm                        | 3760 mm                        | 3760 mm                        |

## Bilder

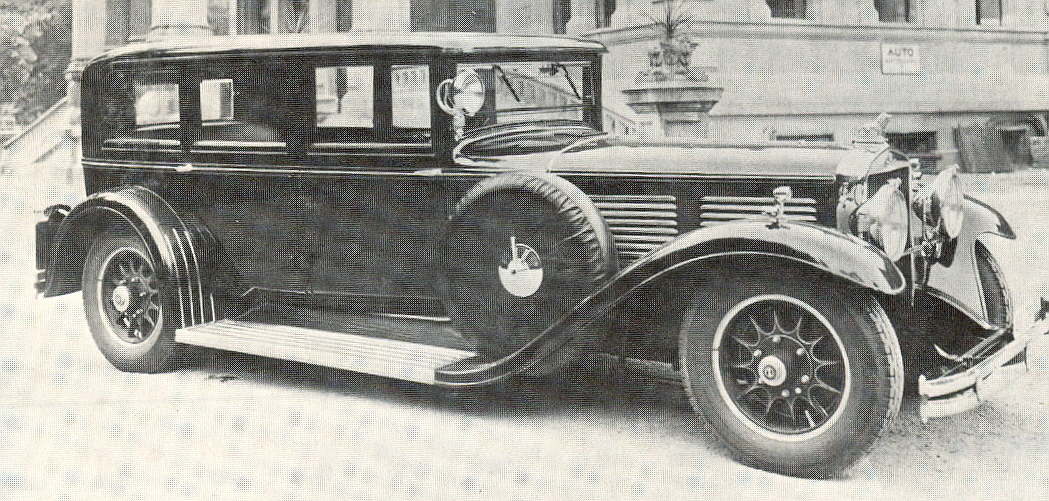
SP 8 Pullman-Limousine (1931)
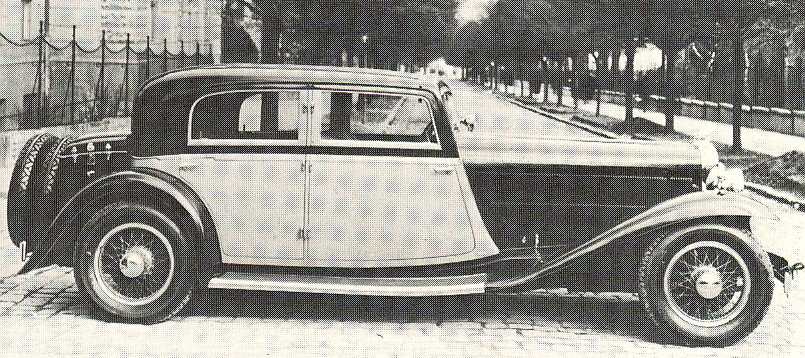
SP 8 Limousine (1933)
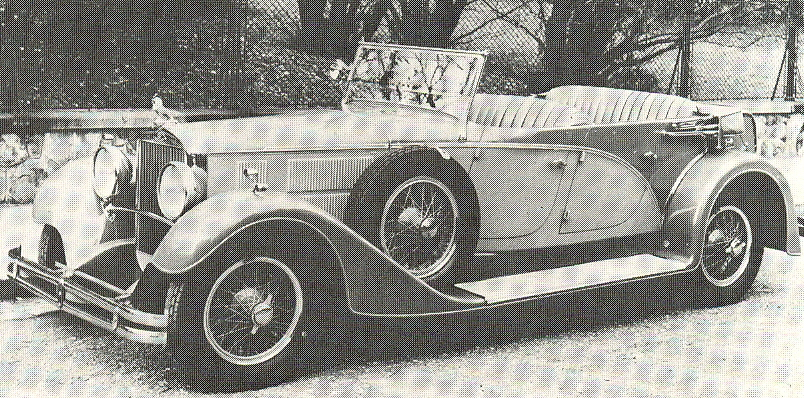
Sp 8 Sport-Phaeton (1935)
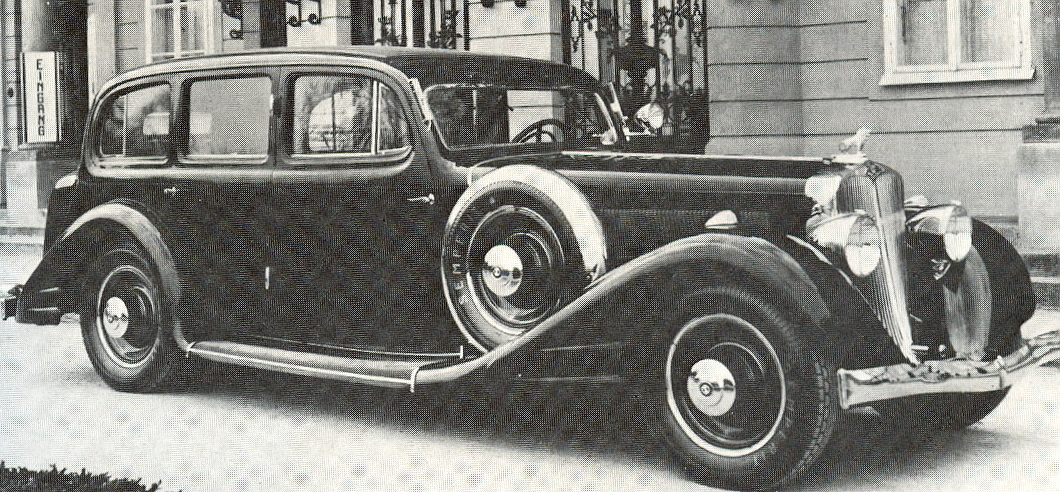
Sp 8 Pullman (1936)

## Quelle
- Werner Oswald: Deutsche Autos 1920-1945. 10. Auflage. Motorbuch Verlag. Stuttgart 1996, ISBN 3-87943-519-7.